# Matías Tavares
Brian Matías Tavares Pereira, noto semplicemente come Matías Pereira (San Carlos, 4 gennaio 1997), è un calciatore uruguaiano, attaccante del Libertad S. Carlos.

## Caratteristiche tecniche
È un centravanti.

## Carriera
Cresciuto nel settore giovanile dell'Atenas, ha esordito in prima squadra il 16 settembre 2018 disputando l'incontro di Primera División Profesional perso 1-0 contro il Cerro. Nel mercato invernale del 2020 è stato acquistato a titolo definitivo dal Cerro Largo.